# Åke E. Andersson
Åke Emanuel Andersson, född 25 maj 1936 i Sollefteå församling, död 14 augusti 2021 i Falkenberg, var en svensk ekonom och professor.
Andersson tog 1963 en filosofie kandidatexamen vid Göteborgs universitet och blev 1967 filosofie licentiat vid samma lärosäte. Han var från 1979 professor i regionalekonomi vid Umeå universitet. Han var 1988–1999 chef för Institutet för framtidsstudier. Han var därefter professor i infrastrukturens ekonomi vid KTH och efter det professor i nationalekonomi vid Högskolan i Jönköping.
Andersson invaldes 1990 som ledamot av Ingenjörsvetenskapsakademien. 1995 tilldelades han den japanska utmärkelsen Honda Prize.